# Cikulak Kidul
Cikulak Kidul is een bestuurslaag in het regentschap Cirebon van de provincie West-Java, Indonesië. Cikulak Kidul telt 5830 inwoners (volkstelling 2010).